# Wentworth Miller
Wentworth Earl Miller  (født 2. juni 1972 i Oxfordshire, England) er en amerikansk skuespiller.
For sin rolle som Michael Scofield i Prison Break blev han i 2005 nomineret til en Golden Globe, men den gik i stedet til Hugh Laurie for House MD.

## Biografi

### Tidligt liv
Millers far (Wentworth Earl Miller II) boede i Chipping Norton, Oxfordshire, England og studerede ved Oxford University, da Miller  blev født. Hans familie flyttede til Park Slope, Brooklyn, New York, da han var ét år gammel. Han har to søstre (Leigh og Gillian). Han gik på Midwood Highschool, derefter studerede han på Princeton University med engelsk litteratur som hovedfag.
Wentworth Millers far er afroamerikaner og af amazonisk, engelsk, tysk og cherokee afstamning. Hans mor (Roxann) er hvid og af russisk, fransk, hollandsk, syrisk, persisk og libanesisk afstamning. 

### Karriere
Wentworth Miller flyttede til Los Angeles for at arbejde inden for filmindustrien. Efter et års tid sagde han sit  arbejde op og begyndte at gå til en masse auditions, som satte hans skuespillerkarriere i gang.
Hans første betydelige rolle var som den følsomme David i ABC's mini-serie Dinotopia. Efter at have optrådt i fem mindre tv-roller fik han større roller som den unge version af Anthony Hopkins' rolle i filmen The Human Stain. Millers første tv-rolle var som monsteret "Gage Petronzi" i serien Buffy the Vampire Slayer ("Go Fish", 1998).
Miller Fik en bredere profil i 2005, da han blev valgt til rollen som Michael Scofield i Fox Networks dramaserie Prison Break.
Han spiller rollen som en ung omsorgsfuld bror, som har udtænkt en detaljeret plan for at hjælpe sin uskyldige bror, Lincoln Burrows (Dominic Purcell), med at flygte fra dødscellen, efter at han er blevet dømt skyldig i mordet på vicepræsidentens bror. Hans skuespil i serien fik ham nomineret til en Golden Globe i kategorien "Best Actor in a Dramatic Series" (Bedste skuespiller i en dramaserie). Miller optræder også i Mariah Careys musikvideoer som en mystisk elsker. Han var udvalgt af Carey selv i 2005 til at optræde i musikvideoerne.
Han har foruden Prison Break også medvirket i serier som Popular, Buffy - Vampyrernes Skræk og Skadestuen samt film som Underworld, The Human Stain, The Flash og Legends of Tomorrow.
Han spiller "Captain Cold" i både The Flash og Legends of Tomorrow.

## Personlige liv

### Aktivisme mod Ruslands anti-LGBT-love
Miller sprang offentligt ud som homoseksuel i august 2013, hvor han lagde et brev ud på GLAAD's hjemmeside, hvor han sagde nej til en invitation til at deltage i Sankt Petersborg International Film Festival, fordi han følte sig "dybt bekymret" over den russiske regerings behandling af sine homoseksuelle borgere. Der henvises til anti-LGBT lovgivning vedtaget siden juni 2013, som forbyder "propaganda mod utraditionelle seksuelle relationer". Miller skrev: "Jeg kan ikke med god samvittighed deltage i en festlig lejlighed i et land, hvor folk som mig selv bliver systematisk nægtet deres grundlæggende ret til at leve og elske åbent."

## Filmografi
| År           | Titel                         | Rolle                       | Bemærk                                                                                                 |
| ------------ | ----------------------------- | --------------------------- | --- |
| Fjernsyn     |                               |                             | |
| 2014-2018    | The Flash                     | Leonard Snart/ Captain Cold | Tv-serie                                                                                               |
| 2016-2018    | Legends of Tomorrow           | Leonard Snart/ Captain Cold | Tv-serie                                                                                               |
| 2005–nu      | Prison Break                  | Michael Scofield            | Tv-serie Sæson 1-5                                                                                     |
| 2005         | Ghost Whisperer               | Sgt. Paul Adams             | - Sæson 1, episode 1: pilot                                                                            |
| 2005         | Joan of Arcadia               | Ryan Hunter                 | - Sæson 2, episode 21: "Common Thread" - Sæson 2, episode 22: "Something Wicked This Way Comes"        |
| 2002         | Dinotopia                     | David Scott                 | Tv-miniserie                                                                                           |
| 2000         | ER                            | Mike Palmieri               | - Sæson 7, episode 1: "Homecoming"                                                                     |
| 2000         | Time of Your Life             | Nelson                      | - Sæson 1, Episode 6: "The Time the Truth Was Told" - Sæson 1, Episode 11: "The Time They Got E-Rotic" |
| 2000         | Popular                       | Adam Rothchild Ryan         | - Sæson 1, episode 16: "All About Adam" - Sæson 1, episode 18: "Ch-Ch-Changes"                         |
| 1998         | Buffy - Vampyrernes Skræk     | Gage Petronzi               | - Sæson 2, episode 20: "Go Fish"                                                                       |
| Film         |                               |                             | |
| 2012         | Resident Evil: Retribution    | Chris Redfield              | Arkiv-optagelser                                                                                       |
| 2012         | Den Mourning Portrait         | Fotograf                    | |
| 2012         | The Loft                      | Luke Seacord                | |
| 2010         | Resident Evil: Afterlife      | Chris Redfield              | |
| 2009         | Prison Break: The Final Break | Michael Scofield            | Tv-film                                                                                                |
| 2005         | Stealth                       | stemmen til EDI             | |
| 2005         | The Confessions               | Fange                       | Kortfilm                                                                                               |
| 2003         | Underworld                    | Dr. Adam Lockwood           | |
| 2003         | The Human Stain               | Ung Coleman Silk            | |
| 2001         | Room 302                      | Tjener #1                   | Kortfilm                                                                                               |
| Musikvideoer |                               |                             | |
| 2005         | "It's like That"              | Mystisk elsker              | Mariah Carey-musikvideo                                                                                |
| 2005         | "We Belong Together"          | Mystisk elsker              | Mariah Carey-musikvideo                                                                                |